# Szymon Rekita
Szymon Rekita (né le 5 janvier 1994 à Biskupiec) est un coureur cycliste polonais.

## Biographie
En 2020, il se classe quatrième du championnat de Pologne du contre-la-montre. Rekita est également sélectionné pour représenter son pays aux championnats d'Europe de cyclisme sur route organisés à Plouay dans le Morbihan. Il se classe quarante-quatrième de la course en ligne.
Il arrête sa carrière à l'issue de la saison 2022.

## Palmarès
- 2012
  -  Champion de Pologne du contre-la-montre juniors
  - 6e du championnat d'Europe sur route juniors
- 2013
  - 3e du championnat de Pologne du contre-la-montre espoirs
  - 3e de Pologne-Ukraine
- 2014
  -  Champion de Pologne du contre-la-montre espoirs
- 2015
  -  Champion de Pologne du contre-la-montre espoirs
- 2016
  - Coppa Cicogna
  - 7e du championnat d'Europe du contre-la-montre espoirs
- 2017
  - 2e étape du Tour international de Rhodes
  - Course de Kayl
- 2018
  - Trophée de la ville de Majorque
  - 1re étape du Tour du Jura
  - 2e du championnat de Pologne du contre-la-montre en duo (avec Filip Maciejuk)
- 2019
  - Clàssica dels Murs
  - Tour d'Antalya :
    - Classement général
    - 3e étape
- 2021
  - 3e du CCC Tour-Grody Piastowskie
  - 3e du Tour de Roumanie
- 2022
  - Tour de Szeklerland : 
    - Classement général
    - 2e étape

  - 3e (b) et 5e étapes du Tour de Bulgarie
  - 2e du championnat de Pologne sur route
  - 3e du championnat de Pologne du contre-la-montre

## Classements mondiaux
| Année                                 | 2015 | 2016  | 2017  | 2018  | 2019 | 2020  | 2021 | 2022 |
| ------------------------------------- | ---- | ----- | ----- | ----- | ---- | ----- | ---- | ---- |
| Classement mondial                    |      | 1755e | 1199e | 1109e | 543e | 1249e | 476e | 386e |
| UCI Europe Tour                       | nc   | 1167e | 777e  | 698e  | 414e | 957e  | 387e | 312e |
| UCI Asia Tour                         | 240e | nc    | nc    | nc    |      |       |      |      |
|                                       |      |       |       |       |      |       |      |      |
| Légende : nc = non classéSource : UCI |      |       |       |       |      |       |      |      |